# Lasy Oliwskie

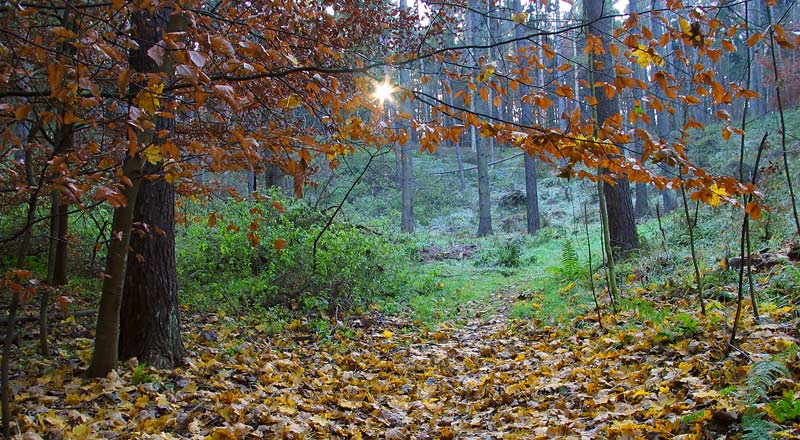
Lasy Oliwskie w pobliżu osiedla Niedźwiednik

Lasy Oliwskie (kaszub. Òlëwsczé Lasë) – kompleks leśny o pow. 6 000 ha znajdujący się wewnątrz miasta Gdańska. Stanowi południową część Trójmiejskiego Parku Krajobrazowego, a zarazem jest częścią leśnego kompleksu promocyjnego Lasy Oliwsko-Darżlubskie. Zadrzewienie terenu przekracza 95% całości. Większość kompleksu zarządzana jest przez Nadleśnictwo Gdańsk.

## Historia

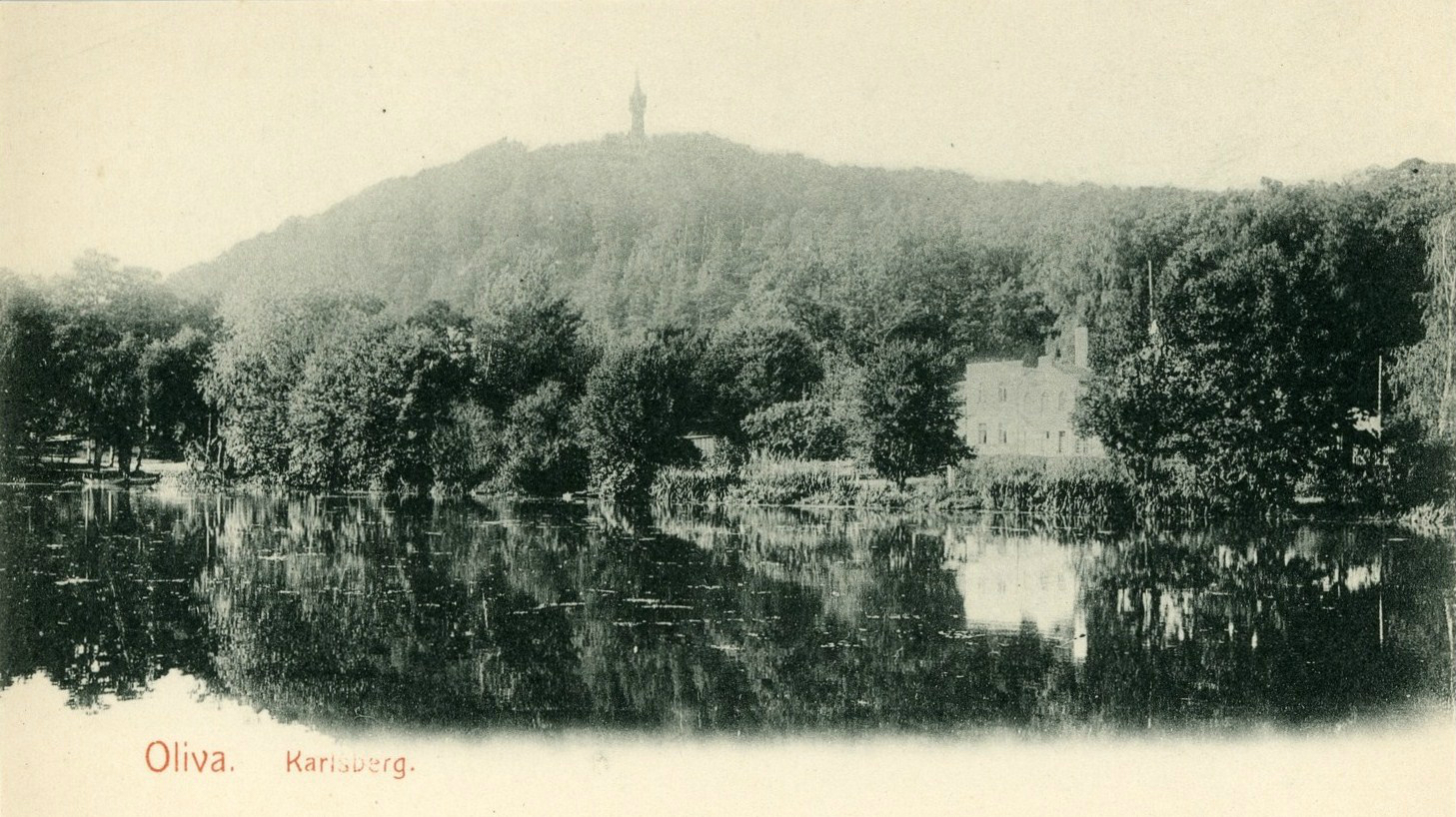
Lasy Oliwskie, ok. 1900

Lasy Oliwskie od 1188, aż do I rozbioru Polski (1772), należały do klasztoru cystersów oliwskich. Po rozbiorze zostały upaństwowione przez Prusaków i wchodziły w skład Królewskich Lasów Sobowidzkich (niem. Königlich Sobbowitzcher Forst) z rewirem Oliwa i leśnictwami Gołębiewo (kaszb.Gòłembiô) oraz Matemblewo. W XIX w. istniało nadleśnictwo z siedzibą w Oliwie, dzielące się na leśnictwa: Gołębiewo, Sopot–Gręzlewo (kaszb.Grenclowò), Owczarnia, Renuszewo i Matemblewo. W 1920 w wyniku powstania Wolnego Miasta Gdańska Lasy Oliwskie zostały przecięte granicą państwową Wolnego Miasta i Polski. Obecnie Lasy Oliwskie (Obręb Leśny Oliwa) należą do Nadleśnictwa Gdańsk (leśnictwa Matemblewo, Rynarzewo, Gołębiewo, Sopot, Witomino).

## Położenie
Malowniczy teren kompleksu leśnego znajduje się na krawędzi wysoczyzny, moreny ukształtowanej przez topniejące wody lądolodu sprzed 13–15 tys. lat. Cechą charakterystyczną są doliny o nachyleniu zboczy do 40% i różnicy wzniesień do 80 m. Różnica pomiędzy wylotami dolin 30 m n.p.m. i wysokością wzniesień 140 m n.p.m. (maksymalnie do 153 m) wynosi ok. 100 m. W efekcie powstał zróżnicowany teren o bogatej mozaice mikroklimatu. Położenie Lasów Oliwskich po zachodniej stronie aglomeracji trójmiejskiej, przy przewadze wiatrów zachodnich, korzystnie wpływa na czystość środowiska naturalnego. Nawet w bliskim sąsiedztwie miasta występują rośliny znane z dużych wymagań pod względem czystości środowiska.
Przez tereny leśne biegną dwie arterie komunikacyjne Gdańska: ul. Spacerowa i ul. Słowackiego. Istnieją również drogi śródleśne całkowicie zamknięte dla ruchu (ul. Kościerska i ul. Bytowska), dozwolone dla ruchu rowerowego. Poprowadzone są szlaki turystyczne: Szlak Kartuski (niebieski), Szlak Skarszewski (zielony), Szlak Wzgórz Szymbarskich (czarny).
Jedną z osobliwości Lasów Oliwskich jest głaz Kamienna Twarz o obwodzie 2,42 m, zalegający w bardzo płytkim, szerokim wąwozie na południowym stoku Wzniesienia Marii, z którym związane są legendy. Swego rodzaju atrakcjami są również kamienne drogowskazy.

## Ukształtowanie terenu

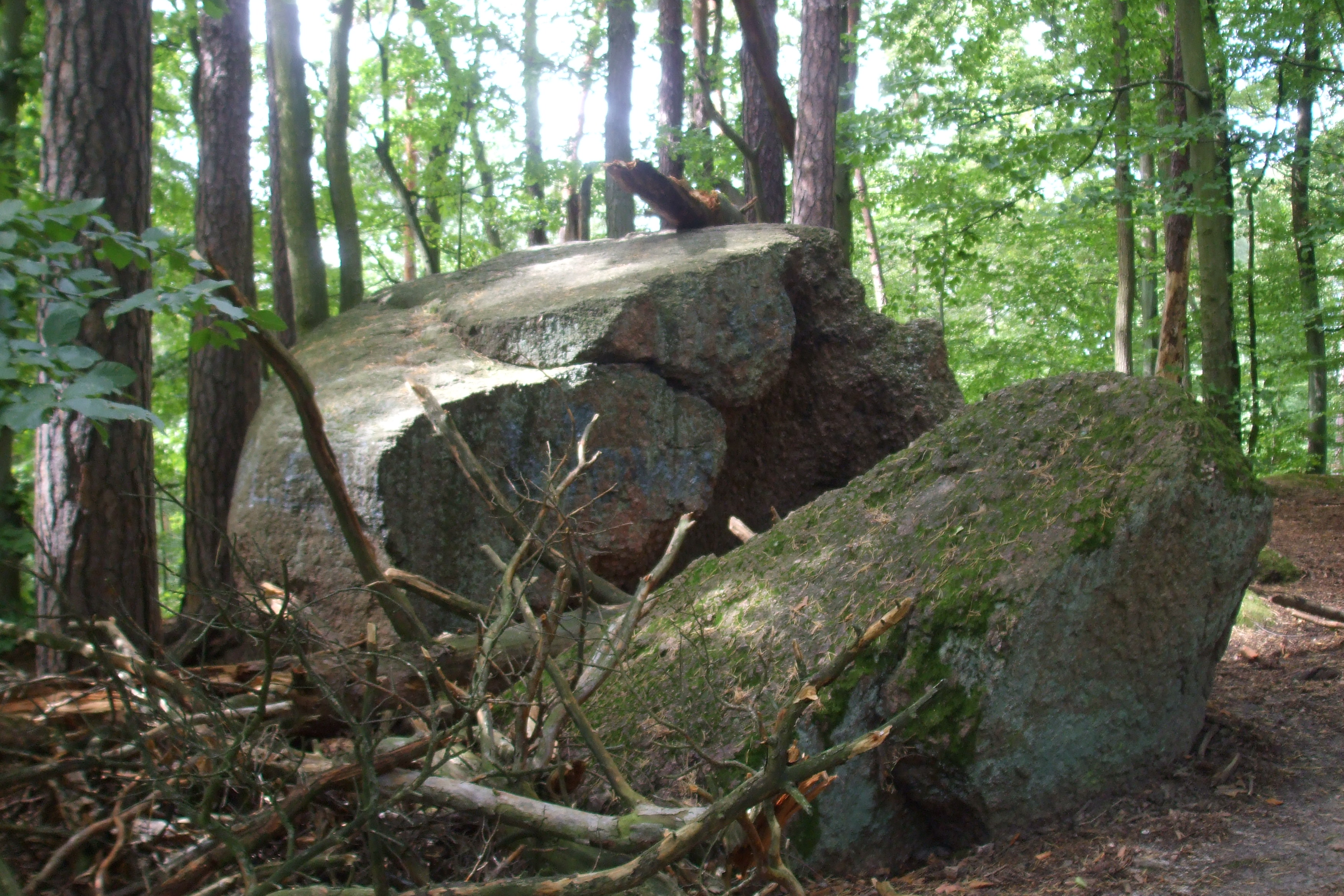
„Diabelski kamień” w Lasach Oliwskich

Niektóre wzniesienia: Cieniawa, Głowica, Góra Dantyszka, Góra Matemblewska, Wiecha, Wzgórze Pachołek (z wieżą widokową).

## Fauna i flora
W Lasach Oliwskich przeważają lasy bukowe oraz lasy i bory mieszane z dużym udziałem buka. Występują tu także sosna zwyczajna, świerk pospolity, modrzew europejski, grab, dąb szypułkowy i dąb bezszypułkowy, brzoza brodawkowata, brzoza omszona, jesion wyniosły, klon jawor, olcha szara, olcha czarna, jarząb pospolity, jodła pospolita oraz lipa drobnolistna. Nieliczne są cisy, a także gatunki egzotyczne: daglezja zielona, sosna wejmutka, sosna Banksa, choina kanadyjska, modrzew japoński, dąb czerwony, robinia, cyprysik Lawsona. Są to w wielu miejscach lasy o charakterze zbliżonym do naturalnego, zróżnicowane wiekowo, z większym udziałem drzew starszych. Powodem jest niższa intensywność eksploatacji lasu w porównaniu z innymi obszarami leśnymi. Przez kompleks leśny przepływają potoki: Oliwski, Świemirowski, Swelina i Strzyża.

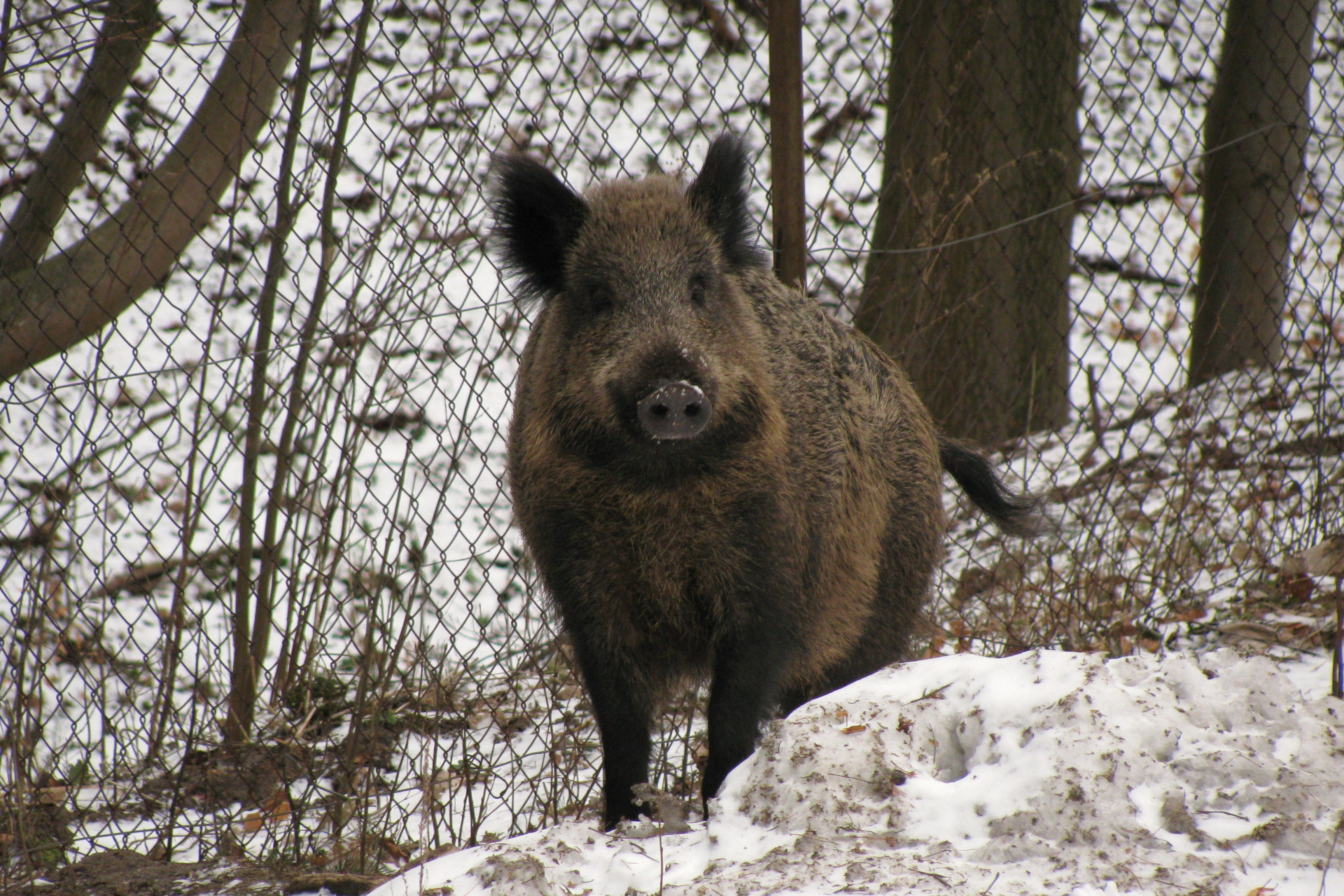
Dzik na skraju Lasów Oliwskich

Zróżnicowanie terenu i korzystne warunki wpłynęły na obfitość występowania chronionych gatunków. Znalazło tu swoje siedlisko wiele gatunków flory i fauny, w tym gatunki podgórsko-górskie. Wśród wielu gatunków roślin wymienić można takie, jak bagnica torfowa (oddział 135), barwinek pospolity, bez koralowy, bluszcz pospolity, fiołek bagienny, gnieźnik leśny, gorysz pagórkowy, kalina koralowa, kokorycz wątła, kokorycz pusta, konwalia majowa, kopytnik pospolity, kosaciec syberyjski, kozłek bzowy, kruszczyk szerokolistny, lepiężnik różowy, listera jajowata, łuskiewnik różowy, manna gajowa, marzanka wonna, nasięźrzał pospolity, okrężnica bagienna, orlica pospolita, ostrożeń warzywny, paprotnica krucha, pełnik europejski, pierwiosnka lekarska, pleszanka pospolita, podkolan biały, podkolan zielonawy, podrzeń żebrowiec, przetacznik górski, rosiczka okrągłolistna, rutewka orlikolistna, storczyk plamisty, storczyk szerokolistny, ślaz piżmowy, tojad dzióbaty, tojeść bukietowa, tojeść gajowa, wawrzynek wilczełyko, wiązówka błotna, wiciokrzew pomorski, widłak wroniec, wiechlina odległokłosa, wielosił błękitny, zachyłka oszczepowata, zachyłka trójkątna, żebrowiec górski. Rodzimego niecierpka pospolitego wypiera azjatycki niecierpek drobnokwiatowy. Do lipca 1991 w Dolinie Samborowo rósł także kopytnik pospolity, którego stanowisko uległo zniszczeniu w wyniku składowania drewna.

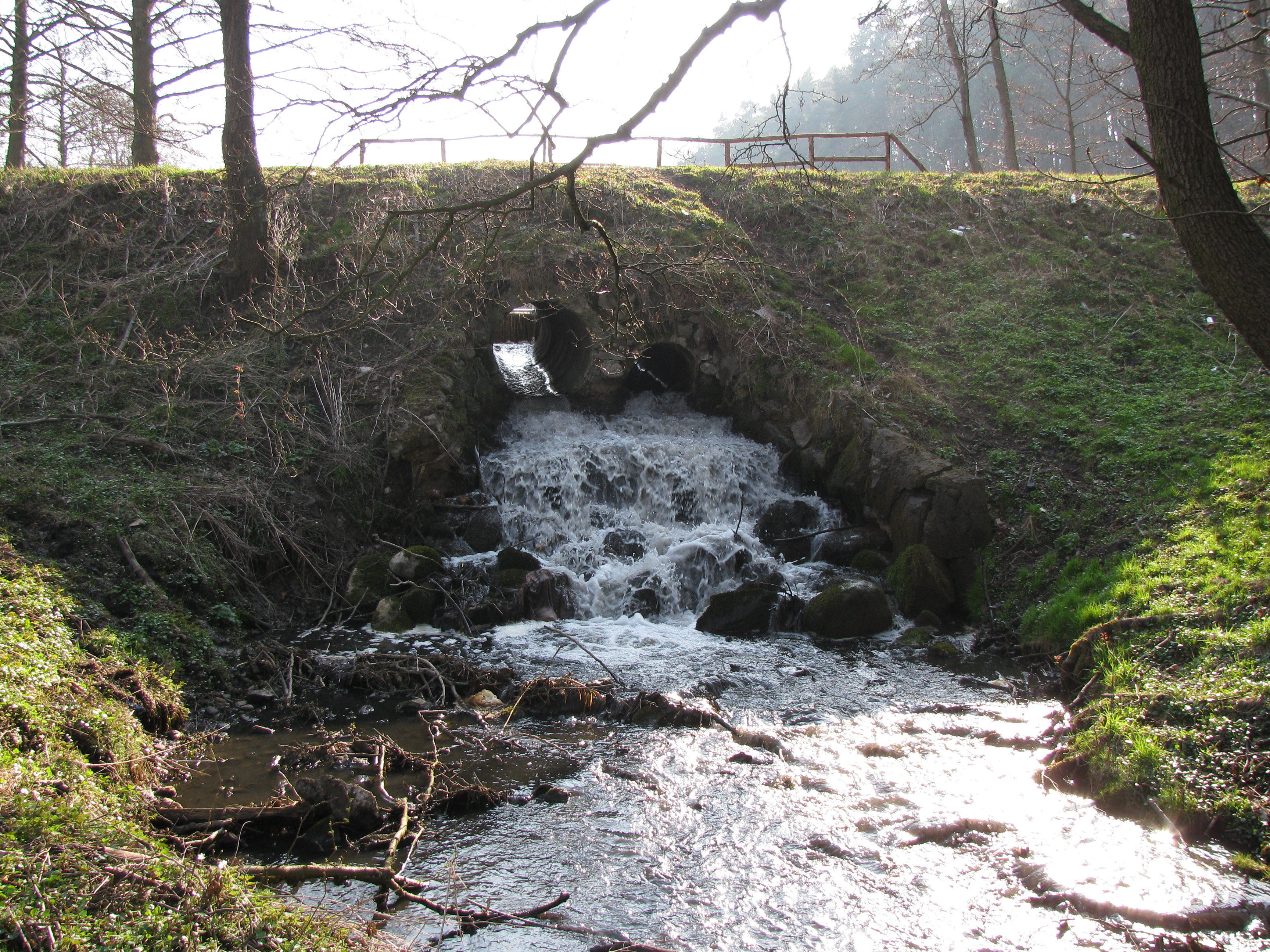
Wodospad na Potoku Oliwskim w Lasach Oliwskich, w Dolinie Schwabego, poniżej Doliny Radości

Obok pospolitych grzybów wielkoowocnikowych (macromycetes) spotkać można także tak rzadko spotykane gatunki, jak: podgrzybek pasożytniczy, mądziak psi, ozorek dębowy, szyszkowiec łuskowaty (szyszkowiec szyszkowaty), flagowiec olbrzymi, purchawica olbrzymia, tęgoskór pospolity, żagiew rozgałęziona Polyporus umbellatus (żagiew okółkowa), szmaciak gałęzisty, podgrzybek czerwonawy, czernidłak pstry, czarka szkarłatna (jedno z kilkunastu stanowisk w kraju), borowiec dęty, borowik sosnowy, borowik usiatkowany, borowik omglony i gwiazdosz frędzelkowaty. Częsty jest sromotnik bezwstydny.
Do fauny Lasów Oliwskich należą: dzik, sarna, jeleń, łoś (sporadycznie), zając szarak, królik, wiewiórka, lis, kuna leśna, borsuk, a z awifauny bielik, drozd śpiewak, dzięcioł zielony, dzięcioł czarny, jastrząb, kos, kruk, myszołów, orzechówka, puszczyk, rudzik, sójka, trzmielojad, zimorodek. Nad potokami w Dolinie Radości występował niegdyś pluszcz, bytowały tu również (do lat 60. XX wieku) bobry. W potokach występują bezkręgowce wymagające czystej i chłodnej wody. Spośród motyli do najcenniejszych gatunków zaliczają się mieniak tęczowiec i paź królowej, a spośród pajęczaków – kołosz wielobarwny.
Ponad 50% gatunków roślin chronionych, występujących w TPK, zlokalizowano między ul. Słowackiego a leśnym przedłużeniem ul. Kościerskiej (Dolina Świeżej Wody).

## Rezerwaty przyrody
Ustanowione są trzy rezerwaty przyrody: Źródliska w Dolinie Ewy, Wąwóz Huzarów i Lasy w Dolinie Strzyży oraz 49 pomników przyrody. Ochroną objęto wszystkie głazy o obwodzie ponad 3 m. Największym z nich jest Diabelski Kamień na Czarcim Wzgórzu (pomnik przyrody nr 133), który rozpadł się na 3 części, z których największa ma 12,5 m obwodu. Innymi pomnikowymi głazami są Głaz na wzgórzu – czerwony granit o obwodzie ponad 8,5 m (pomnik przyrody nr 806), z florą naskalną i pozostałością po otworze wiertniczym, oraz trudny do zlokalizowania, otoczony bukowym młodnikiem Głaz w wykopie o obwodzie 9,5 m (pomnik przyrody nr 739).
Poza ww. w 1989 postulowano ponadto utworzenie rezerwatu florystycznego Dolina Radości, obejmującego źródliskowe łąki wzdłuż Drogi Węglowej, las łęgowy oraz bukowy starodrzew z ostoją zwierzyny po południowej stronie doliny.

## Nazwy topograficzne

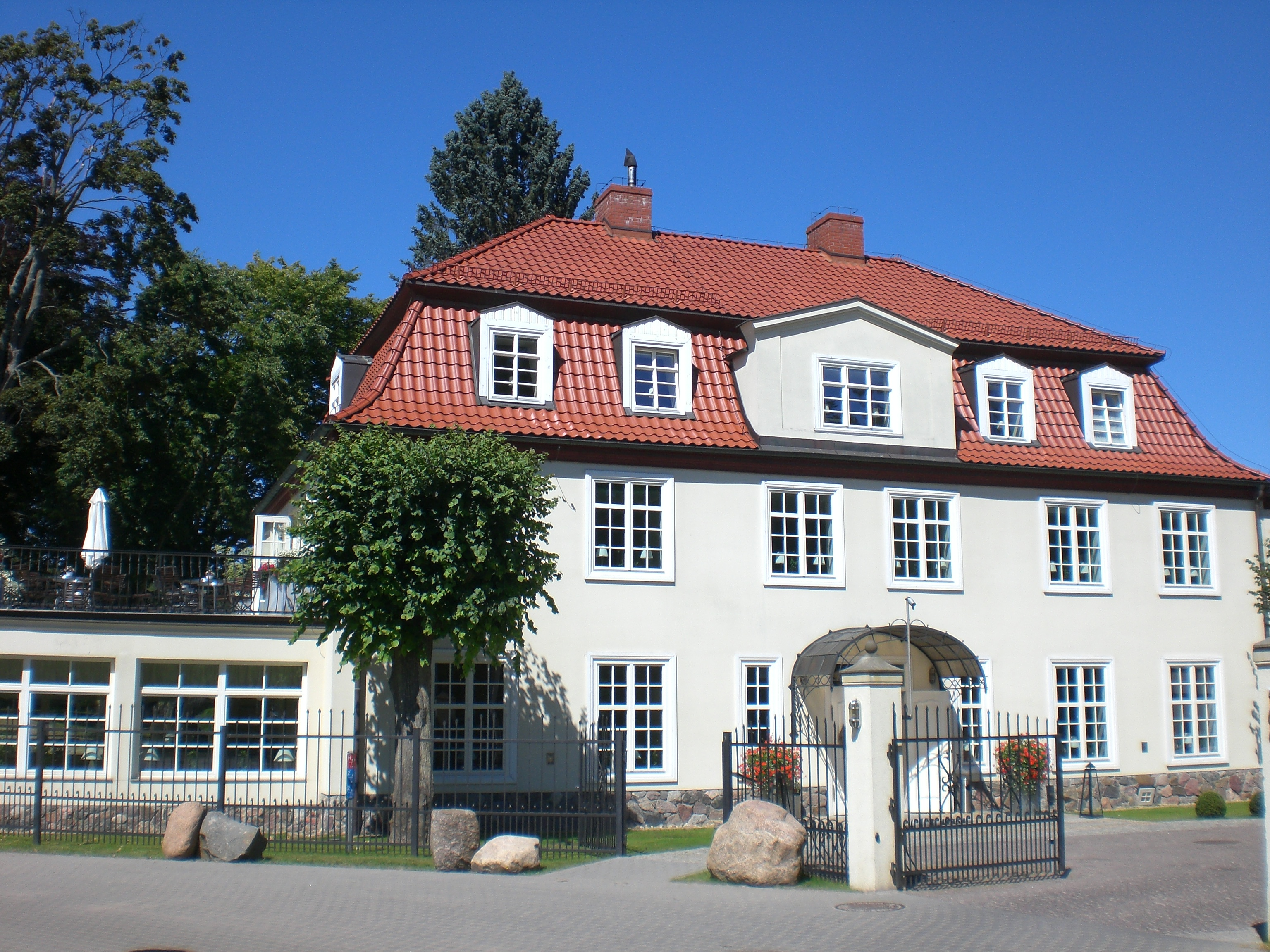
Dwór Schwabego w Dolinie Szwabego

- Dolina Ewy, zwana pierwotnie Doliną Świeżej Wody
- Droga Marnych Mostów, zwana też Drogą Złych albo Zgniłych Mostów
- Droga Nadleśniczych
- Droga Pionierów – wybudowana na początku XX wieku
- Droga Węglowa – nazwa pochodzi od przewożonego dawniej tym traktem węgla drzewnego
- Kamienny Most nad Potokiem Oliwskim, u wylotu Drogi Pionierów do Doliny Bobrów
- Klesza Droga
- Kochanka Dominika – pomnik przyrody nr 507 – daglezja zielona
- Szwedzka Grobla – droga, której nazwa pochodzi z XVII w.
- Wężowa Dolina – nazwa pochodzi od jej kształtu